# Burg Rundeck

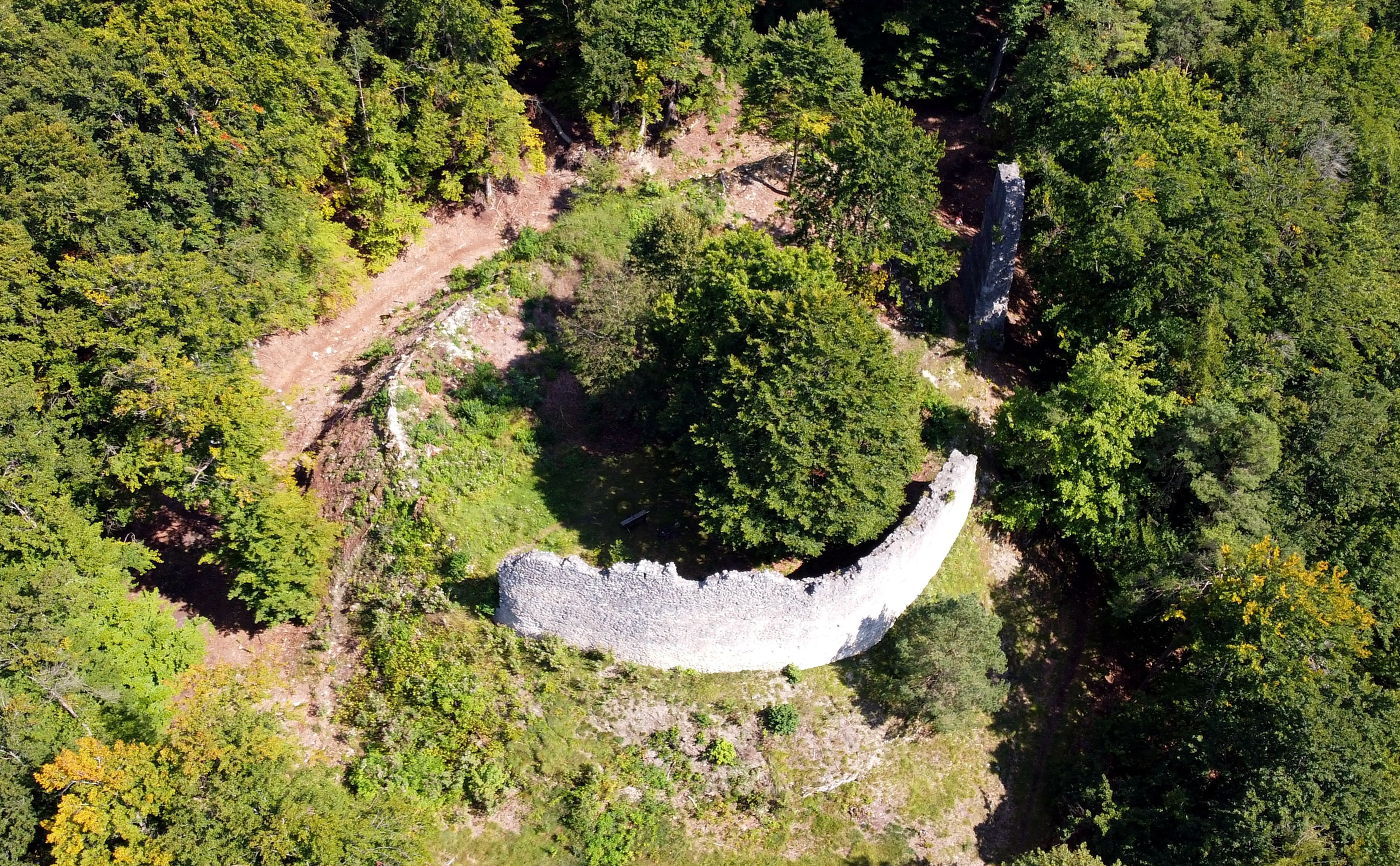
Luftaufnahme der Burg Rundeck.

Die Burg Rundeck auch Burg Erlingshofen, Stossenberg oder Stossenburg genannt, ist die Ruine einer Spornburg bei Erlingshofen im Markt Kinding im bayerischen Landkreis Eichstätt. Die Anlage ist unter der Aktennummer D-1-76-137-50 als Baudenkmal verzeichnet. Ebenso wird sie als Bodendenkmal unter der Aktennummer D-1-7033-0065 als „Burg des Mittelalters (Rundeck)“ geführt.

## Geographische Lage

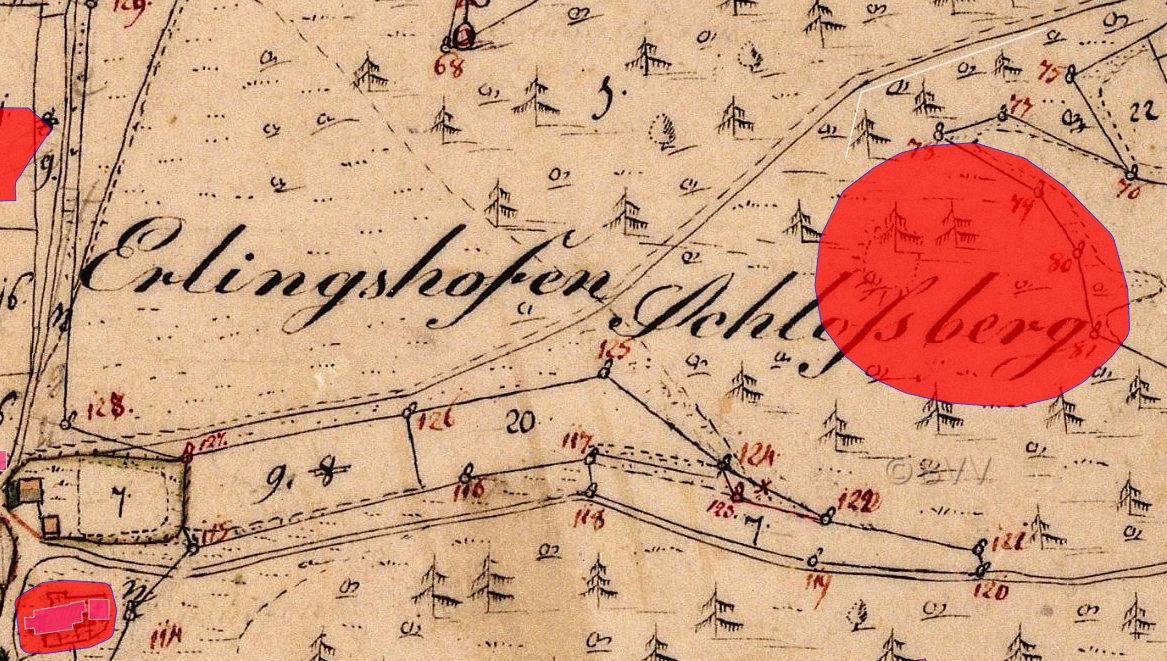
Lageplan von Burg Rundeck auf dem Urkataster von Bayern

Die Ruine der Veste Burg Rundeck erhebt sich östlich von Erlingshofen auf dem Sporn des Schlossbergs (508,8 m ü. NHN), einer steilen Bergzunge über dem Anlautertal.
Gegen die östliche Hochfläche sichert ein aufwändiges dreifaches Wallgrabensystem den Burgplatz. Die übrigen Flanken werden durch den natürlichen Steilabfall und den im Westen als Berme weiterlaufenden inneren Graben geschützt.
Etwa 550 Meter nordnordwestlich der Ruine hat sich am Talrand mit dem Burgstall Wieseck eine weitere Wehranlage erhalten, unmittelbar südlich liegt die Abschnittsbefestigung Kirchberg auf dem gleichnamigen Berg, eine frühmittelalterliche oder ältere Abschnittsbefestigung, und etwas weiter, in westlicher Richtung liegt die Ruine der Burg Brunneck.

## Geschichte

### Die alte Burg Erlingshofen
Die erste Burg Erlingshofens wurde vermutlich im 12. Jahrhundert erbaut. 1129 sind im Stiftungsbrief des Klosters Plankstetten die Brüder Hadebrand und Gottfried von „Erlungeshouen“ aufgeführt. 1169 nannte sich Gottfried letztmals von Erlingshofen, denn die Familie war zwischenzeitlich nach Arnsberg über dem Altmühltal übergesiedelt. Als „die von Arnsberg“ dann ihre neue Burg in Heideck erbaut hatten, nannte sich das Adelsgeschlecht erstmals 1192 „von Heideck“. Die verlassene, vielleicht auch zerstörte Burg gehörte weiterhin zur Herrschaft Arnsberg, die allerdings vor 1305 von Heideck an Bayern verkauft worden war und von den Wittelsbachern 1473 an den Bischof von Eichstätt veräußert wurde. 1379 und 1381 ist in Urkunden von der ehemaligen Burg von Erlingshofen als „alter Burgstall“ die Rede.

### Die Stossenburg
1381 errichtete Paul Stosser auf den Grundmauern der alten Burg Erlingshofen eine neue Burg, die von den bayerischen Herzögen, die das Recht hatten, die Burg im Kriegsfall als Stützpunkt zu benutzen, die Bezeichnung „Stozzenberg“ erhielt. Die Stosser saßen ursprünglich in Bieswang als ritterliche Dienstleute der Marschälle von Pappenheim. 1383 verkaufte Hans Stosser, ein Vetter des verstorbenen Paul Stosser, die Burg an Herzog Stephan den Kneißel von Bayern-Ingolstadt. Dieser versetzte 1388 die Burg, die nun einmalig als „die vesten Stolczenberg“ bezeichnet wird, als Pfand für 500 Gulden an Heinrich Absberger von Rumburg. 1392, bei der dritten bayerischen Landesteilung, fiel die Burg wieder an Herzog Stephan III. zurück. Er verkaufte sie 1409 an die Brüder Hans und Heinrich Absberger zu Rumburg, um seine Schulden bei ihnen zu tilgen. Heinrich und seine Frau Adelheid wurden die Stammeltern einer Seitenlinie der Schenken, die sich nach der Stossenburg benannte. Nach dem Tod Heinrichs veräußerten seine Neffen 1481 die Burg um die Pfandsumme von 500 Gulden an den Eichstätter Fürstbischof Wilhelm von Reichenau. Um das Pfandobjekt für eine Auslösung unbrauchbar zu machen, ließ das Hochstift Eichstätt die Burg verfallen. 1504 wurde sie von Nürnberger Kundschaftern als verlassen vorgefunden. 1601 waren bei der Visitation des Eichstätter Generalvikars Vitus Priefer noch stattliche Überreste sichtbar. Der Name „Stossenberg“ geriet in Vergessenheit; stattdessen tauchte erstmals 1801 der Name „Rundeck“ auf. Erst 1932 erkannte man in der Ruine Rundeck die ehemalige Stossenburg.

## Beschreibung
Die ovale Burganlage von 30 bis 40 Meter Durchmesser ist durch eine dreifache Halsgrabenanlage mit Wällen, die Palisaden trugen, vom Hinterland getrennt. Die Vorbefestigung erinnert mit ihrem gestaffelten dreifachen Grabensystem mit Außenwällen an frühmittelalterliche Wehranlagen (Ungarnwälle) und geht sicherlich mindestens auf die hochmittelalterliche Burg zurück.
Der innere der Halsgräben, der eine besondere Tiefe aufweist, lief als Ringgraben um die ganze Burg.
Im Südosten der Anlage gelangte man über einen Torweg in die Burg. Die 1,50 Meter starke Ringmauer aus Kalkbruchstein ist zu etwa einem Drittel ihrer Gesamtlänge bis zu einer Höhe von circa sechs Metern als westliche Außenfront erhalten. Gut erkennbar sind noch die originalen Rüstlöcher im Mauerverband, in denen das Baugerüst verankert war. Diese Öffnungen wurden absichtlich offen gelassen, um bei einer späteren Renovierung wieder als Gerüstträger dienen zu können. Auf der Mauerkrone lief ein Wehrgang um die Anlage, dessen Rücksprung noch teilweise erhalten ist.
Im Südosten erhob sich der viergeschossige Torturm, der eventuell auch die wehrtechnischen und repräsentativen Funktionen eines Bergfriedes übernommen hatte und über eine Brücke erreichbar war. Neben der teilweise erhaltenen Südwand haben sich noch Reste der Tordurchfahrt erhalten. Einige Buckelquader stammen hier noch von der ersten Burganlage, während die sonstigen Mauerreste größtenteils auf die spätmittelalterliche Stossenburg zurückgehen. Eine Vorburg, in der gewöhnlich die Wirtschaftsgebäude standen, fehlt. Sicherungen der Ruine fanden 1938 und 1981 statt.
Wie die benachbarten Burgen Rumburg und Brunneck ist auch die Burg Rundeck bzw. die Stossenburg dem eher seltenen Bautypus der Mantelmauerburg zuzuordnen.
Nach einer Sage verlief von der Burg Rundeck zur Burg Brunneck ein Drahtzug mit dem die Ritter, wenn ein Wanderer oder ein Wagen des Wegs kam, ein Zeichen zum Raub geben konnten.
Die frei zugängliche Burgruine ist eine Station des „Kindinger Burgenwegs“, der von der Gemeinde Kinding in Zusammenarbeit mit dem Burgenforscher und Historiker Helmut Rischert angelegt wurde.

Die Burganlage im Dezember 2008
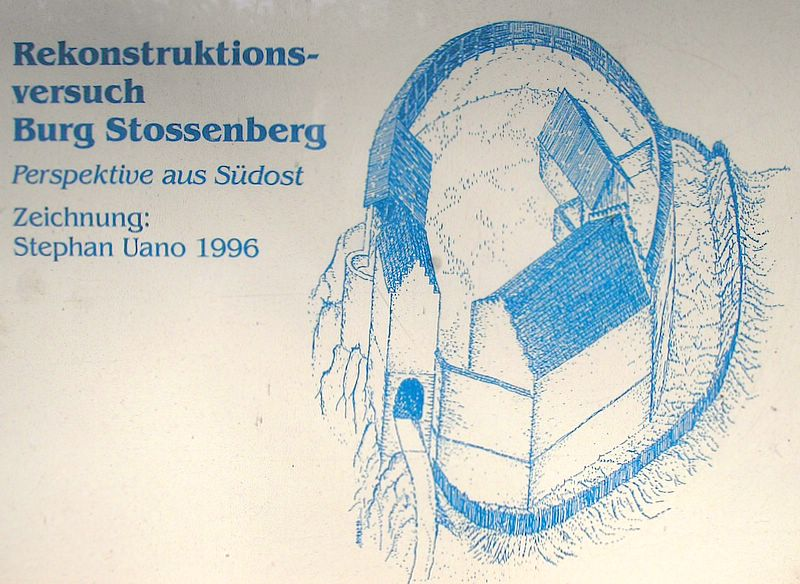
Rekonstruktionsversuch der spätmittelalterlichen Stossenburg auf einer Infotafel vor der Hauptburg
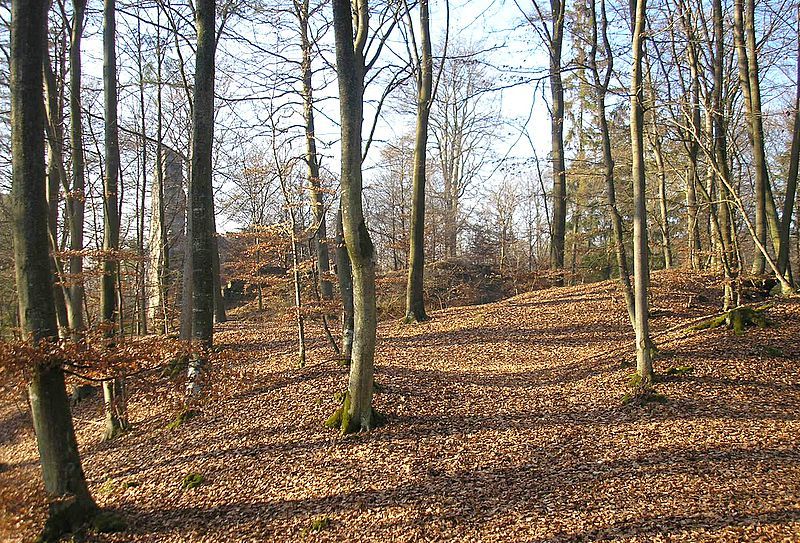
Gesamtansicht von Osten
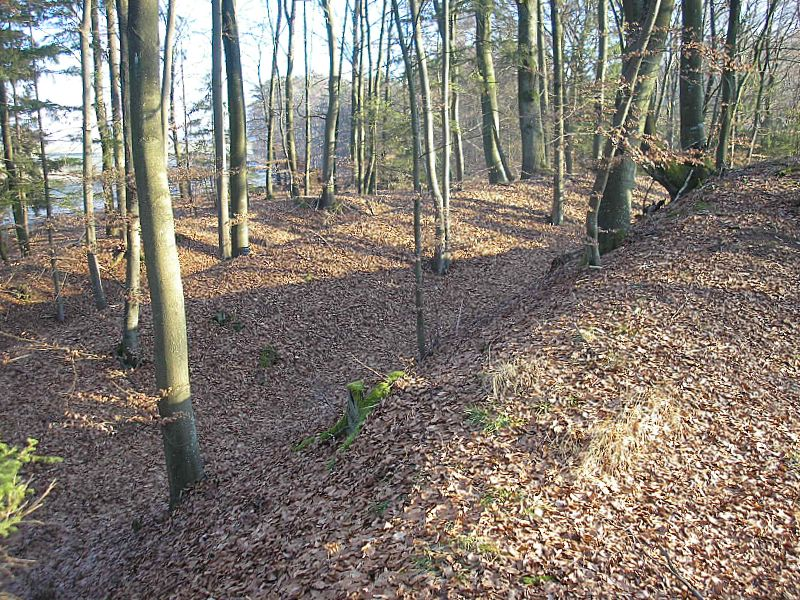
Das dreifache Wallsystem vor dem inneren Ringgraben
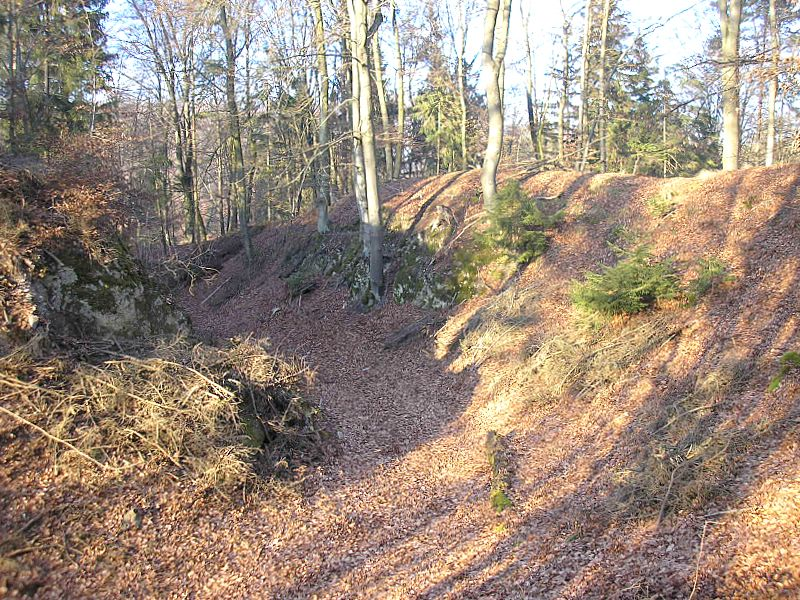
Der Ringgraben nach Nordwesten
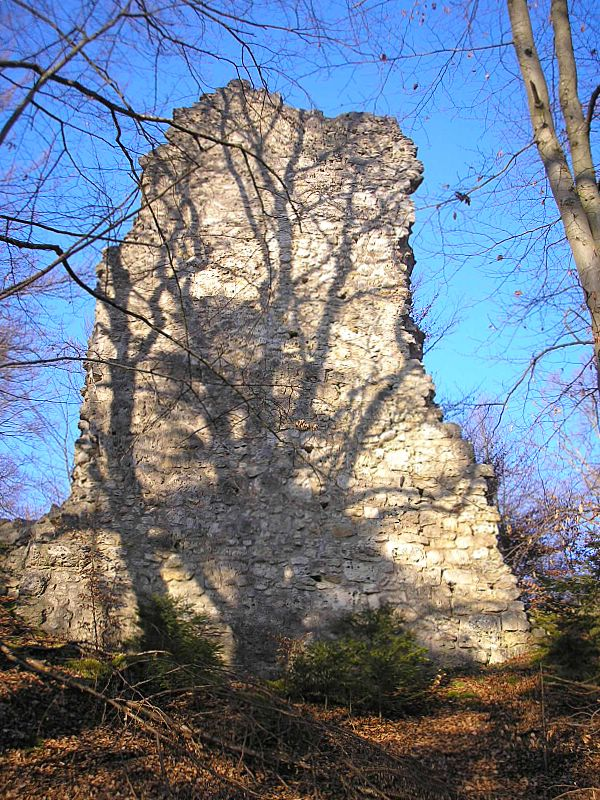
Die erhaltene Südwand des Torturms
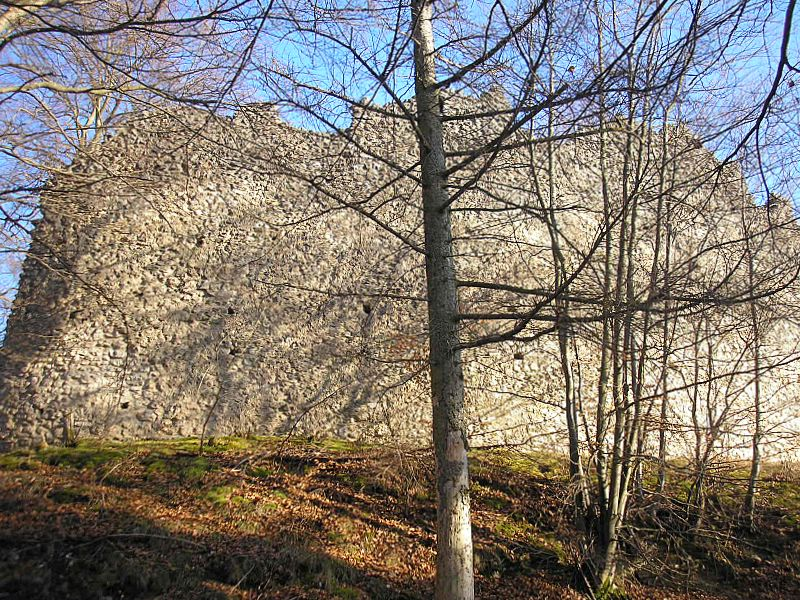
Die westliche Mantelmauer (Außenseite)
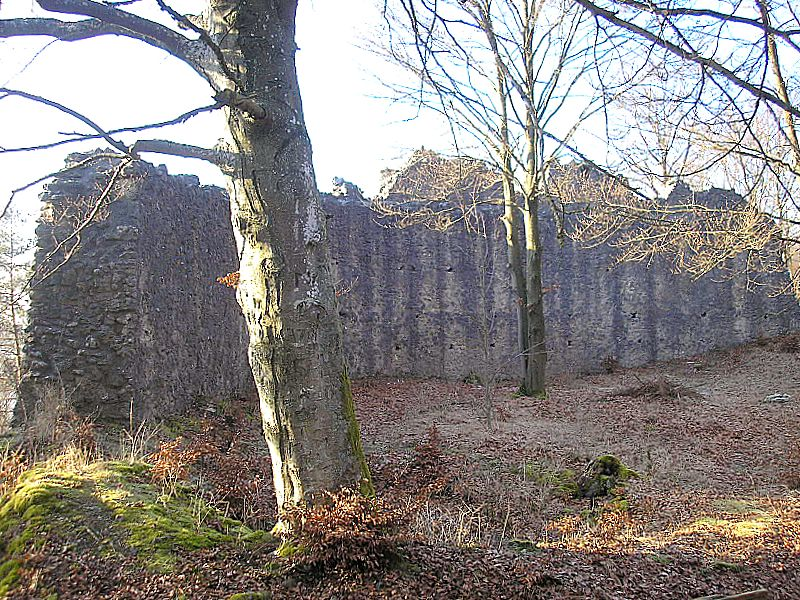
Die Innenseite der Mantelmauer